# سكارليت بيرن
سكارليت بيرن (بالإنجليزية: Scarlett Byrne)‏ هي ممثلة بريطانية، ولدت في 6 أكتوبر 1990 بهامرسميث في المملكة المتحدة.

## أعمال

### أفلام
- (2009) هاري بوتر والأمير الهجين

## وصلات خارجية
- سكارليت بيرن على موقع IMDb (الإنجليزية)
- سكارليت بيرن على موقع روتن توميتوز (الإنجليزية)
- سكارليت بيرن على موقع قاعدة بيانات الأفلام السويدية (السويدية)
- سكارليت بيرن على موقع قاعدة بيانات الفيلم (الإنجليزية)